# Pyrrha (Achilles)
Pyrrha was de valse naam waaronder Achilles, de later roemrijke held van de Trojaanse oorlog, zich verschuilde op het eiland Scyrus (oftewel Scyros), dat toentertijd onder heerschappij stond van Lycomedes, de beste vriend van Achilles vader. Hij kreeg daar een relatie met Deidameia, de oudste dochter van Lycomedes, waaruit Neoptolemos geboren werd. Het ging in tijd goed, tot de sluwe Odysseus verkleed als koopman wat zwaarden toonde en vervolgens alarm sloeg voor vijanden. Achilles nam het zwaard en stormde naar buiten, maar Odysseus hield hem tegen en scheurde zijn kledij kapot, zodat iedereen wist dat hij een jongen was. Achilles moeder heette Thetis en zijn vader Peleus. Op hun bruiloft zou Eris de twistappel gooien waardoor de Trojaanse oorlog ontstond. Achilles zou erin sneuvelen, zoals het lot had voorspeld.